# 奔集路
奔集路是泰國首都曼谷的幹線街道，起自巴吞旺縣附近的是樂園旁邊的叻拉查達里路、七隆十字路口，通至孔提縣的素坤逸路。

## 打造歷史
在1919年，當時暹羅的衛生署部打造馬路，最初只連通從叻拉查達里路；在1920年3月才完成。由當時的暹羅君主拉瑪四世命名。

## 接通的街道
- 東接：素坤逸路
- 東接：拍喃一路
- 與無線電路及叻拉查達里路 (Ratchdamri Road)相交

## 附近的景點
- 愛侶灣飯店 Grand Hyatt Erawan Bangkok
- 密西中心 Big C
- 水門

## 公共交通
- 公共汽車：13、14、204；
- 附有空氣調節的公共汽車：4、5、15、27、45、74、71、73、77、54、119；
- 曼谷集體運輸系統，架空電車，素坤逸線，七隆車站。